# Pyriglenini
Pyriglenini es una tribu de aves paseriformes perteneciente a la familia Thamnophilidae que agrupa a varios géneros nativos de la América tropical (Neotrópico), donde se distribuyen desde Belice, por América Central y del Sur, hasta el sureste de Brasil y extremo noreste de Argentina.

## Taxonomía
El estudio de Ohlson et al. (2013), con base en diversos estudios genéticos anteriores, propuso dividir a la familia Thamnophilidae en tres subfamilias: Euchrepomidinae, Myrmornithinae y Thamnophilinae. Esta última por su vez dividida en cinco tribus: la presente, Formicivorini, Thamnophilini, Microrhopiini y Pithyini.
Un amplio estudio de Isler et al 2013 presentó resultados de filogenia molecular, comportamentales y ecológicos  de un denso conjunto de taxones de la familia Thamnophilidae (218 de 224 especies). Estos datos suministraron un fuerte soporte a la existencia de algunos clados dentro de la presente tribu:
- «Clado ferruginea»: integrado por Myrmoderus.
- «Clado Hylophylax»: integrado por Hylophylax e Hypocnemoides
- «Clado Sclateria»: integrado por Sclateria y Myrmelastes.
- «Clado exsul»: integrado por Poliocrania, Sipia y Ampelornis.
- «Clado longipes»: integrado por Myrmeciza longipes en la base y Akletos, Myrmoborus, Percnostola, Gymnocichla, Pyriglena y Hafferia.

## Géneros
Según el ordenamiento propuesto, la presente tribu agrupa a los siguientes géneros:
- Sclateria
- Myrmelastes
- Hypocnemoides
- Hylophylax
- Poliocrania
- Sipia
- Ampelornis
- Myrmoborus
- Pyriglena
- Gymnocichla
- Percnostola
- Akletos
- Hafferia
- Myrmoderus